# Anisostena texana
Anisostena texana là một loài bọ cánh cứng trong họ Chrysomelidae. Loài này được Schaeffer miêu tả khoa học năm 1933.